# Iodothyronine
En biochimie, une iodothyronine est un dérivé iodé de la thyronine, un acide aminé résultant de la condensation de deux molécules de tyrosine avec élimination d'une molécule d'alanine. Les hormones thyroïdiennes sont deux idothyronines :
- la thyroxine, ou T4 ;
- la triiodothyronine, ou T3.

Elles se forment dans le colloïde des vésicules thyroïdiennes par condensation de résidus d'iodotyrosines produits sous l'effet de la thyroperoxydase sur la thyroglobuline.
Des enzymes, les iodothyronine désiodases, sont capables de désioder ces composés en libérant des anions iodure I− ; ce sont notamment :
- la thyroxine 5'-désiodase (EC 1.97.1.10), dont la fonction est d'activer la prohormone T4 en la désiodant en hormone T3 ;
- la thyroxine 5-désiodase (EC 1.97.1.11), qui inactive la T4 et la T3 en les convertissant respectivement en T3 inverse et en T2.

Thyronine et dérivés iodés, dont les deux hormones thyroïdiennes
Thyroxine (T4).
Triiodothyronine (T3).
3,3',5'-triiodothyronine (rT3, ou T3 inverse).
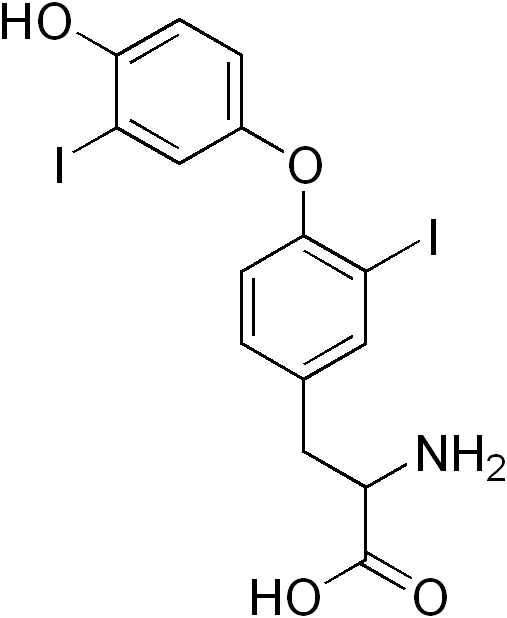
3,3'-diiodothyronine (T2).
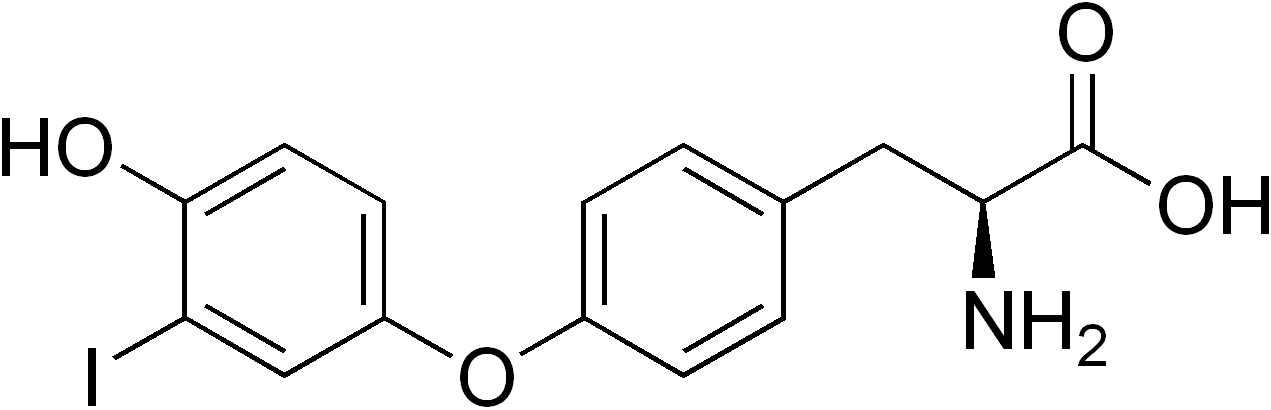
3'-monoiodothyronine (T1).
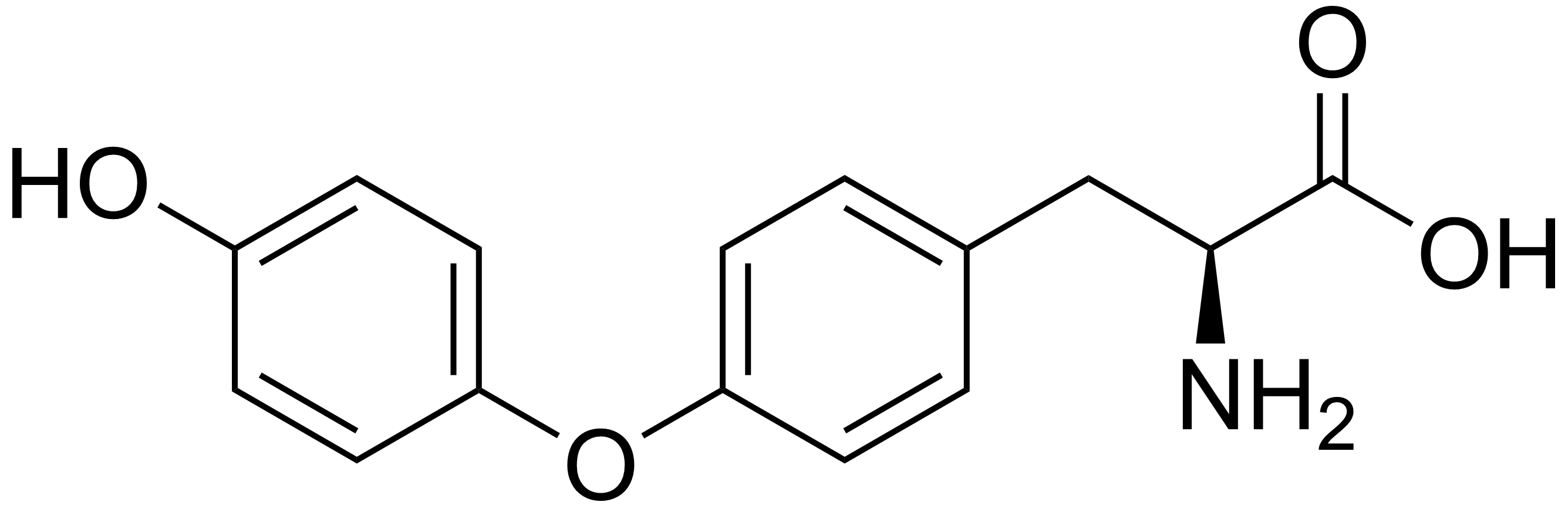
Thyronine (T0).